# АЛ-100

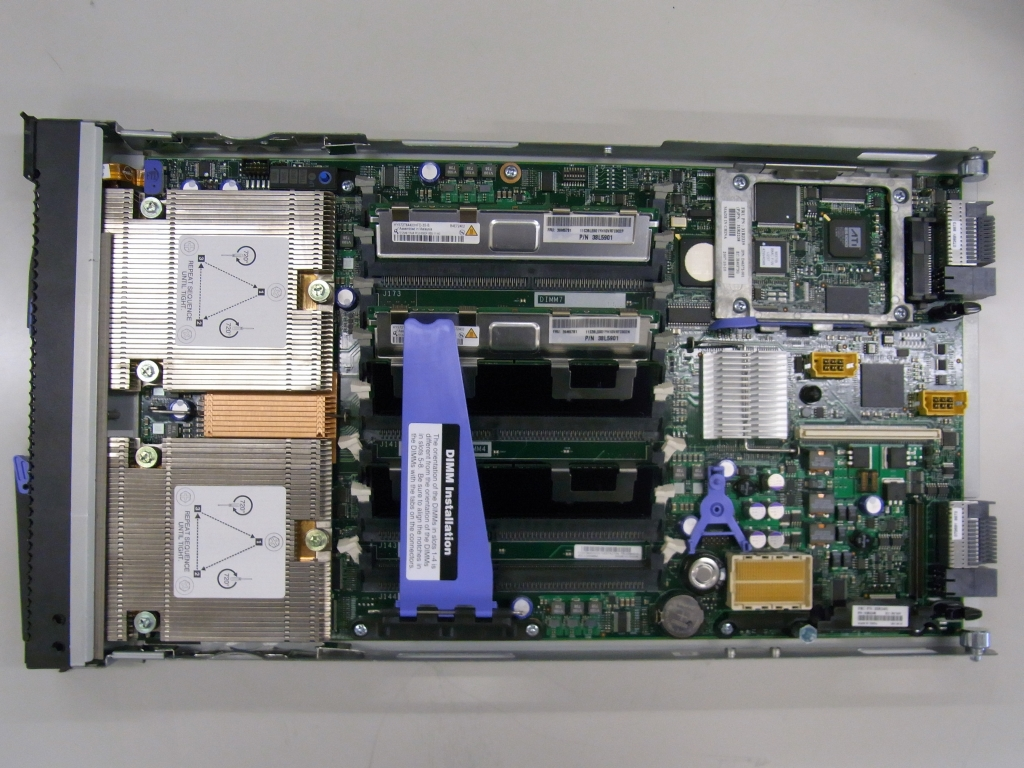
Модуль HS21, на базе которого построен компьютер

АЛ-100 — российский суперкомпьютер мощностью 14,3 TFlops, установленный в НПО «Сатурн».
На момент запуска в сентябре 2008 года данный суперкомпьютер являлся самым высокопроизводительным в промышленности России и СНГ (по данным Топ-50). Находится в городе Рыбинске Ярославской области.
Представляет собой высокопроизводительный кластер на базе IBM System Cluster 1350, с пиковой производительностью 14,3 TFlops. Основой стали блейд-серверы IBM HS21 на базе четырёхъядерных процессоров Intel. Состоит из 336 процессоров (1344 ядер) Intel Xeon 5355 и 1344 Гб оперативной памяти. В качестве сети использует 4x DDR Infiniband и 1G Ethernet.
Запуск в эксплуатацию суперкомпьютера — результат совместной работы ОАО «НПО „Сатурн“» и компаний КРОК инкорпорейтед, IBM, Intel, American Power Conversion.
Назван в честь столетия со дня рождения основателя компании, учёного и конструктора Архипа Михайловича Люльки.